# Athripsodes furcifer
Athripsodes furcifer är en nattsländeart som först beskrevs av Luisa Eugenia Navas 1923.  Athripsodes furcifer ingår i släktet Athripsodes och familjen långhornssländor. Inga underarter finns listade i Catalogue of Life.